# In Our Time (émission de radio)
In Our Time est une émission de radio de la BBC 4 présentée par Melvyn Bragg. Chaque semaine trois professeurs d'université sont invités à parler d'un sujet historique, philosophique, religieux, artistique ou scientifique. Le podcast hebdomadaire appelé « tremendously cerebral » (incroyablement intellectuel) de 42 minutes est un des plus populaires de la BBC.